# Mord på ljusa dagen
Mord på ljusa dagen (Evil under the sun) är en pusseldeckare av Agatha Christie utgiven 1941 i Storbritannien.
Romanen handlar om Christies detektiv, Hercule Poirot, som tar semester i Devon. Under sin vistelse lägger han märke till en ung kvinna som är flirtig och attraktiv, men inte omtyckt av ett antal gäster. När hon mördas blir han indragen i att undersöka omständigheterna kring mordet.

## Handling
Hercule Poirot tar en lugn semester på ett avskilt hotell i Devon. Han finner att de andra hotellgästerna inkluderar: Arlena Marshall, hennes man Kenneth och hennes styvdotter Linda; Horace Blatt; Major Barry, en pensionerad officer; Rosamund Darnley, en före detta käresta till Kenneth; Patrick Redfern och hans fru Christine, en före detta lärare; Carrie Gardener, och hennes man Odell; Pastor Stephen Lane; och fröken Emily Brewster, en atletisk ungmö. Under den inledande delen av sin vistelse noterar Poirot att Arlena är en flirtig kvinna, som flirtar med Patrick till hans frus stora ilska, och att hennes styvdotter hatar henne. En morgon beger sig Arlena ut på ett hemligt möte vid Pixy Cove. Vid middagstid hittas hon död av Patrick och Brewster, som rodde förbi. En undersökning av den lokala poliskirurgen visar att hon hade blivit strypt av en man.
Både Poirot och utredaren kommissarie Colgate intervjuar de möjliga misstänkta om deras förehavanden under morgonen – Kenneth hade suttit på sitt rum och skrivit brev; paret Gardener hade varit hos Poirot hela förmiddagen; Rosamund hade suttit och läst ovanför Pixy Cove; Blatt hade seglat; Linda och Christine begav sig till Gull Cove och kom inte tillbaka förrän före middagstid och både Lane och major Barry var frånvarande från ön. Vid lunchtid träffades Christine, Rosamund, Kenneth och Odell för att spela tennis. Poirot får reda på att Brewster under morgonen nästan träffades av en flaska som kastades från ett av gästrummen, medan hotellets kammarjungfru minns att hon hörde någon tappa upp ett bad vid middagstid. I en grotta i Pixy Cove känner Poirot doften av Arlenas parfym. Poirot bjuder senare in alla till en picknick, där han i hemlighet observerar deras beteende och testar deras reaktion på höjder. Efter picknicken försöker Linda begå självmord med Christines sömntabletter. Poirot upptäcker senare att hon kände sig skuldtyngd och antog att hon dödade sin styvmor genom voodoo.
Via en begäran om liknande fall som det nuvarande, får Poirot från Surrey-polisen detaljer om strypningen av Alice Corrigan – hennes kropp hittades av en lokal lärare vid en tidpunkt då hennes man Edward hade ett alibi. Poirot förses med ett foto av båda personerna. Poirot sammanför de misstänkta och anklagar Patrick och Christine Redfern för mordet på Arlena. Hon hade dödats för att hindra hennes man från att få reda på att hon hade blivit lurad av Patrick att investera ett stort arv i "fantastiska möjligheter". Mordet var välplanerat för att förfalska tidpunkten för dödsfallet. Medan Christine var i Gull Cove med Linda, ställde hon fram Lindas klocka tjugo minuter, bad om tiden för att ställa in sitt alibi och ställde sedan tillbaka klockan på rätt tid. Efteråt återvände Christine till sitt rum och sminkade sig med falsk solbränna, som hon dolde under kläderna innan hon kastade ut flaskan genom fönstret. Christine smög ut till Pixy Cove och försäkrade sig om att Arlena såg henne. Patrick hade instruerat Arlena att gömma sig om hans fru dök upp innan de skulle träffas. När Arlena hade gömt sig i grottan utgav sig Christine för att lura Brewster, som genast gav sig av för att hämta hjälp medan Patrick stannade kvar. Efter att Brewster givit sig av rusade Christine tillbaka till hotellet för att ta bort sminket. Patrick kallade då på en intet ont anande Arlena och ströp henne.
Poirot avslöjar att Christine ljög om att hon var höjdrädd, eftersom hon lyckades ta sig över en hängbro under picknicken, och dumt nog kastade ut sminkflaskan från sitt fönster när Brewster var närvarande utanför. Lindas självmordsförsök provocerades fram av Christine. Som ytterligare bevis avslöjar Poirot att mordet på Alice Corrigan gick till på samma sätt – fotot från Surrey-polisen identifierade Patrick som Edward Corrigan, som dödade henne, och Christine som läraren som påstod sig ha hittat "kroppen" innan mordet faktiskt hade begåtts. Poirot hetsar Patrick till ett nästan våldsamt raseri för att blotta sig, trots att hans fru försöker hålla honom tyst. När fallet är avslutat berättar Poirot för Linda att hon inte dödade Arlena och förutspår att hon "inte kommer att hata (sin) nästa styvmor", varpå Kenneth och Rosamund återupplivar sin gamla kärlek.

## Karaktärer
- Hercule Poirot, berömd belgisk detektiv känd för sin magnifika mustasch och sina "små grå celler".
- Överste Weston, polismästare.
- Inspektör Colgate, utredare.
- Konstapel Phillips, polis.
- Dr Neasden, poliskirurg.
- Kapten Kenneth Marshall, i 40-årsåldern, Arlenas make, ansvarsfull, stolt.
- Arlena Stuart Marshall, skådespelerska fram till ett år tidigare, Kenneths fru de senaste fyra åren.
- Linda Marshall, Kenneths 16-åriga dotter, Arlenas naiva styvdotter.
- Patrick Redfern, Christines make.
- Christine Redfern, Patricks fru, lång och söt "på ett urtvättat sätt".
- Rosamund Darnley, fashionabel sömmerska, Kenneth Marshalls gamla älskling.
- Emily Brewster, atletisk ungmö, ror dagligen.
- Carrie Gardener, en pratsam amerikansk turist.
- Odell Gardener, Carries tålmodige amerikanske make.
- Horace Blatt, stor och för högljudd, undveks av alla.
- Pastor Stephen Lane, som kallar Arlena Marshall "ond rakt igenom".
- Major Barry, pensionerad officer, talar oavbrutet om Indien.
- Gladys Narracott, kammarjungfru på Jolly Roger Hotel.
- Mrs Castle, ägare till Jolly Roger Hotel.

## Litterär betydelse och mottagande
Omdömet av Maurice Willson Disher i The Times Literary Supplement den 14 juni 1941 var positivt: "Att behålla en plats i spetsen för detektivförfattare skulle vara svårt nog utan den ständigt ökande rivaliteten. Inte ens fröken Christie kan stanna där oemotsagd, även om hon har en följarskara som svär på att hennes böcker är bäst utan att läsa de andra. Opartiska åsikter kan ha fällt domen mot henne förra säsongen när nykomlingarna satte ett mycket hett tempo; men Mord på ljusa dagen kommer att ta mycket stryk nu." Efter att ha sammanfattat handlingen drog Disher slutsatsen: "Miss Christie kastar skuldens skugga över först den ena och sedan den andra med en sådan nonchalant lätthet att det är svårt för läsaren att inte bli ledd vid näsan. Alla är väl medvetna om att varje karaktär som är starkast indikerad inte är en sannolik brottsling; men denna vägledande princip glöms bort, när miss Christie övertygar er om att ni är mer omdömesgill än ni egentligen är. Sedan avslöjar hon sin hemlighet som en landmina."
I The New York Times Book Review den 19 oktober 1941 skrev Isaac Anderson: "Mordet är en noggrant planerad affär – lite för mycket för trovärdighet, med tanke på de många möjligheterna till ett misstag någonstans på vägen – men Poirots resonemang är felfritt, som det alltid är. Mord på ljusa dagen lägger ytterligare en till den redan långa listan över Agatha Christies framgångsrika mysterieberättelser."
Maurice Richardson skrev i en kort recension i The Observer den 8 juni 1941: "Bästa Agatha Christie sedan Tio små [indianer] – och man kan inte säga mycket mer än så – Mord på ljusa dagen har lyxigt sommarhotell, sluten cirkelmiljö, Poirot i vita byxor. Offer: rödhårig skådespelerska, mansslukerska. Lysande upplösning efter moln av damm som kastas i dina ögon, borde fånga dig direkt. Lätt som en sufflé."
The Scotsman talade den 3 juli 1941 om de "överraskande upptäckterna" i bokens lösning och sade: "Allt detta kan läsaren bäst få möta själv i förvissningen om att sökandet kommer att visa sig vara lika pikant som något som denne skicklige författare har erbjudit."
E.R. Punshon sammanfattade i The Guardian den 26 augusti 1941 kortfattat handlingen i ett lovtal som började: "Är det att gå för långt att kalla fru Agatha Christie en av de mest anmärkningsvärda författarna på den tiden?"
Robert Barnard: "Den klassiska Christie-triangeln utspelar sig i badorten West Country, med en särskild fokus på likheten mellan solbadande kroppar och döda. Möjligen övergenialt och lite okarakteriserat."